# The Best of LaFee
Best Of – LaFee è il primo greatest hits della cantante tedesca LaFee. L'album è stato pubblicato il 27 novembre 2009 per Capitol Records e EMI in due diverse versioni "Die Tag Edition" e "Die Nacht Edition".
"Die Tag Edition" è formata da un CD contenente tutti i singoli pubblicati insieme ad alcuni b-side, mentre "Die Nacht Edition" avrà anche un secondo CD con altri ulteriori b-side e altre tracce prese dai precedenti album in inglese e tedesco.
Una nuova versione di Der Regen fällt (originariamente contenuta nel suo secondo album tedesco, Jetzt erst recht) è stata estratta come singolo apripista il 13 novembre 2009.

## Tracce
(Tutte le canzoni sono state scritte da Bob Arnz, Gerd Zimmermann e LaFee.)

### Die Tag Edition
1. "Virus" - 3:46
2. "Scheiss Liebe" - 3:43
3. "Was ist das" - 3:22
4. "Prinzesschen" - 3:37
5. "Mitternacht" - 4:46
6. "Heul doch" - 3:36
7. "Wer bin ich" - 4:17
8. "Ring Frei" - 3:31
9. "Der Regen fällt" - 3:36
10. "Wo bist du (Mama)" - 4:41
11. "Normalerweise" - 3:54
12. "Du liebst mich nicht" - 4:41
13. "Beweg dein Arsch" - 2:41
14. "Sterben für dich" - 2:58

### Die Nacht Edition
CD1
1. "Virus"  - 3:46
2. "Scheiss Liebe" - 3:43
3. "Was ist das" - 3:22
4. "Prinzesschen" - 3:37
5. "Mitternacht" - 4:46
6. "Heul doch" - 3:36
7. "Wer bin ich" - 4:17
8. "Ring Frei" - 3:31
9. "Der Regen fällt" - 3:36
10. "Wo bist du (Mama)" - 4:41
11. "Normalerweise" - 3:54
12. "Du liebst mich nicht" - 4:41
13. "Beweg dein Arsch" - 2:41
14. "Sterben für dich" (Piano version) - 3:01

CD2
1. "Es tut weh" - 4:02
2. "Weg von dir" (versione orchestra) - 3:53
3. "Krank" - 2:10
4. "Alles ist neu" - 3:47
5. "Mitternacht" (Live @ Echo) - 3:48
6. "Shut Up" - 4:04
7. "Beweg dein Arsch" (Club mix) - 2:49
8. "Für dich" (Live) - 3:48
9. "Prinzesschen" (Live version) - 4:25
10. "Lass mich frei" (Piano version) - 2:54
11. "Scabies" - 3:57
12. "Wer bin ich" (versione orchestra) - 4:28
13. "Warum" - 3:35
14. "Danke" - 4:22